# Länsväg 273

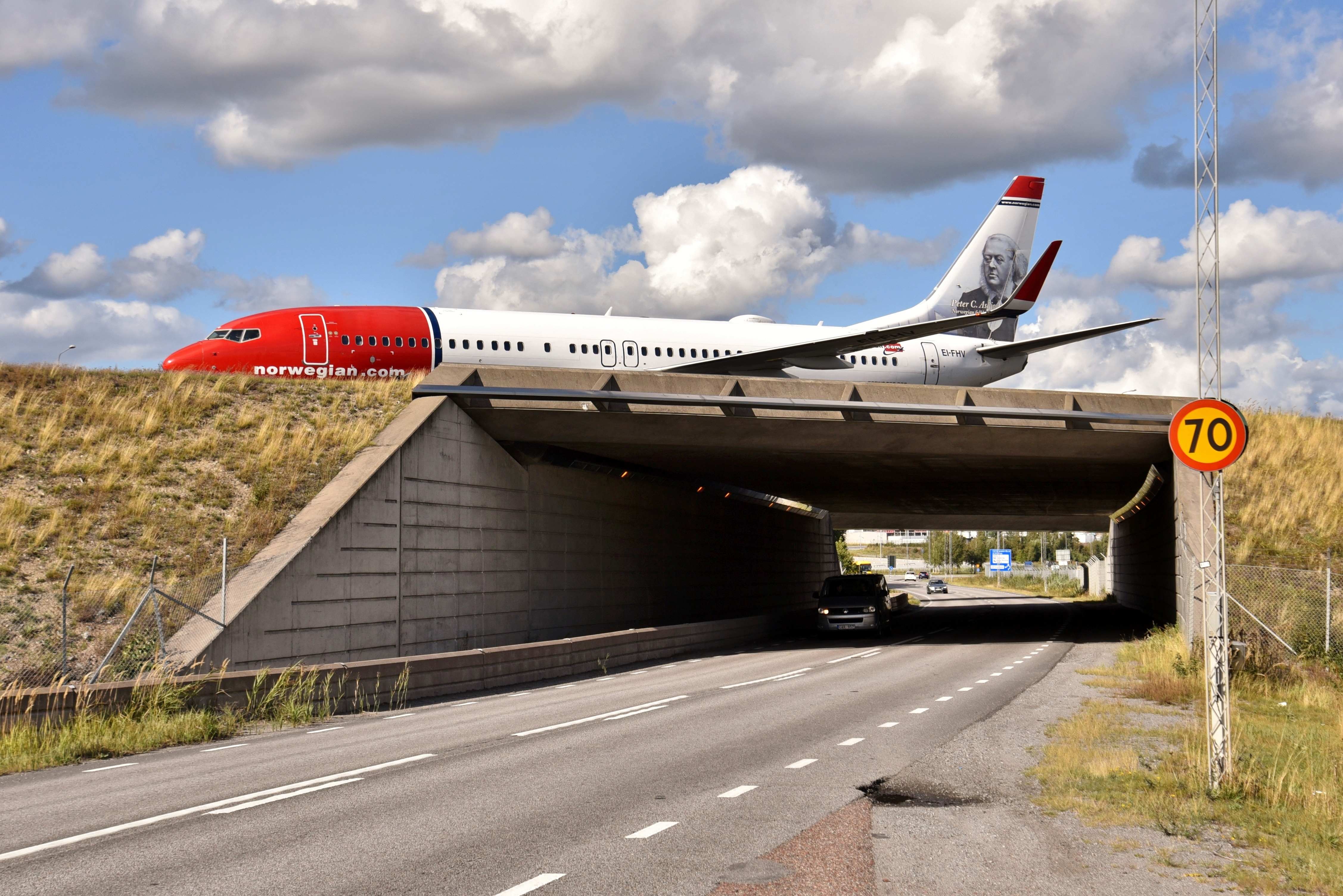
Flygplansviadukt över Länsväg 273 på Stockholms Arlanda flygplats.

Länsväg 273 går mellan Märsta i Sigtuna kommun och Spånga nära Alunda i Östhammars kommun.
Vägen tar sin början i korsningen med länsväg 263 strax utanför Arlandastad. Den passerar under E4 och är en kort sträcka motorväg tillsammans med huvudförbindelsen mellan E4 och Arlanda flygplats (Arlandaleden). Den passerar förbi Arlanda via två flygplansviadukter under taxibanorna till bana 3. Sedan fortsätter den över länsgränsen och vidare förbi riksväg 77 vid Husby by och Almunge, där den korsar länsväg 282. Dess norra slutpunkt är i korsningen med länsväg 288 vid Spånga, en by strax söder om Alunda.
Länsväg 273 har i förhållande till trafikmängden en god standard på sträckan mellan E4 vid Märsta/Arlandastad och fram till anslutningen till länsväg C 661 (Hallstaviksvägen) halvvägs mellan Almunge och Alunda. Hela denna sektion nybyggdes på 1960-talet, medan den planerade fortsättningen mellan Hallstaviksvägen och Alunda aldrig kom att utföras. Den outbyggda vägsträckan, som passerar genom Saringe by och förbi Tuna kyrka, har en undermålig standard och är mycket smal, kurvig och backig med en stor mängd utfarter från fastigheter och mindre vägar med skymd sikt.

## Trafikplatser
|                                                 | Nr  | Namn                 | Skyltning                      |
| ----------------------------------------------- | --- | -------------------- | ------------------------------ |
| Motortrafikled (två fält med vägren)            |     |                      |                                |
|                                                 |     | Trafikplats Söderby  | Arlandastad                    |
| Motorväg från Trafikplats Söderby till Nybygget |     |                      |                                |
|                                                 | 181 | Trafikplats Arlanda  | E4 Stockholm, Sundsvall        |
|                                                 |     | Trafikplats Nybygget | E4.65 Arlanda (Lv 273 svänger) |

Ansluter till:
| • Länsväg 263 |  | • Länsväg 282 |
| • E4          |  | • Länsväg 288 |
| • Riksväg 77  |  |               |